# Blåhuva
Blåhuva (Diloba caeruleocephala) är en fjärilsart som beskrevs av Linnaeus 1758. Blåhuvan ingår i släktet Diloba, och familjen nattflyn.
Vingspannet är 36-40 millimeter. Arten förekommer i lövskog, buskmarker och trädgårdar. Enligt den finländska rödlistan är arten nära hotad i Finland. Arten är reproducerande i Sverige. Artens livsmiljö är vid Östersjön stränder. Inga underarter finns listade.

## Bildgalleri

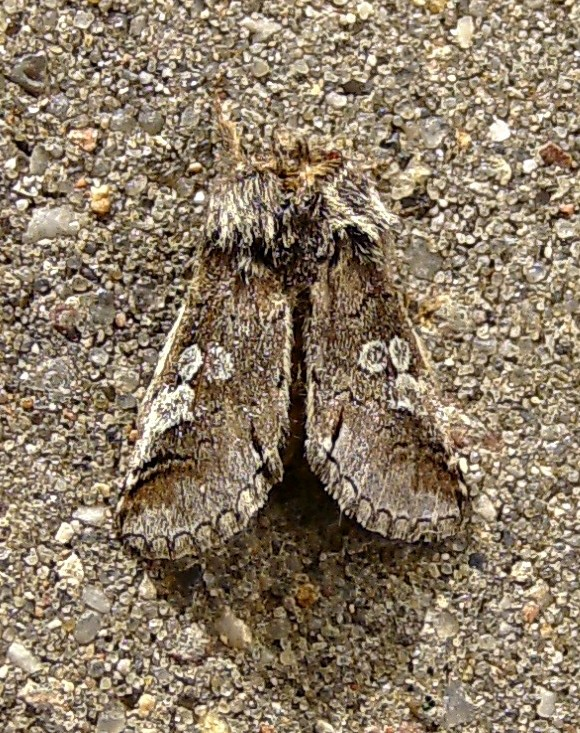